# CAT NAP
『CAT NAP』（キャット・ナップ）は、浅川マキの通算14枚目のアルバム。1982年10月21日に東芝EMI - EXPRESS・レーベル（現：ユニバーサルミュージック合同会社内EMIレコーズ・ジャパンレーベル）より発売された。

## 概要
- 近藤等則プロデュース。
- キャッチコピー
  - 耳許でカンカンと鳴らす。続けて、続けて、するとなにも聞こえなくなってしまう。彼はそう言った。フリー・インプロヴィゼーションの近藤等則、初の全作曲による浅川マキのアルバム。[1]
  - マキが挑んだジャンルレスの新たな地平が、際立つメロディーと研ぎ澄まされたインプロヴィゼーションに彩られた快作。[2]
- 1990年に『浅川マキの世界 CD10枚組BOX 自選作品集』の中の一枚として初CD化。
- 2011年1月に、1970年代アルバム10作、6月に、本作を含む1980年代のアルバム14作がデジタルリマスタリングされた音源に、オリジナルレコード（LP盤）の歌詩[3]カード（一部の作品に例外、及び色や紙質などの差異あり）、レコードレーベルを再現した、紙ジャケット仕様で復刻（このアルバムは本作での復刻で単独初CD化）。ただし、帯は紙ジャケットシリーズで新たにデザインされたものに統一され、オリジナルレコード帯は再現されていない。また『WHO'S KNOCKING ON MY DOOR』（1983年）以降はオリジナルレコード盤に元々帯がなく、帯代わりのステッカー（シール）が添付されていたが、こちらも再現されていない。

## 収録曲

### Side A
1. 暗い眼をした女優
  - 作詩[4]：浅川マキ／作曲：近藤等則
2. 忘れたよ
  - 作詩：浅川マキ／作曲：近藤等則
3. こころ隠して
  - 作詩：浅川マキ／作曲：近藤等則

9thシングル（A面）。未表記だが、アルバム・ヴァージョンで収録。シングルはシングル用に尺を短く編集したヴァージョン。
4. むかし
  - 作詩：浅川マキ／作曲：近藤等則

9thシングル「こころ隠して」（B面）。

### Side B
1. 新曲“B”
  - 作詩：浅川マキ／作曲：近藤等則
2. 夕暮れのまんなか
  - 作詩：山内テツ／作曲：近藤等則
3. マシン (machine)
  - 作曲：近藤等則
4. 今なら
  - 作詩：浅川マキ／作曲：近藤等則

## クレジット

### 演奏者
- 浅川マキ - Vocals
- 近藤等則 - Trumpet、Toys、Percussion
- 本多俊之 - A.Sax、Flute
- 渋谷毅 - Piano
- 杉本喜代志 - E.Guitar
- 飛田一夫 - E.Guitar
- 川端民生 - E.Bass
- つのだひろ - Drums

### スタッフ
- 寺本幸司 - Producer
- 柴田徹 - Producer
- 掛一義 - Director
- 吉野金次 - Recording & Mixing Engineer
- 坂元達也 - Second Engineer
- 野中ユリ - Front Cover Art（表紙：野中ユリ作品「苦い薔薇のためのデカルコマニー」より）
- 田村仁 - Photographer
- 周東圀夫 - Designer
- 橋本達也
- 大島則夫
- 持田昇一
- 堀井豊二

### Special Thanks
- 杉山和紀
- 鈴木晃
- 北出敏久
- 日高喜美子
- 早崎詩生
- 京都・ピグノーズ
- 名古屋・鈴唐毛
- Gil House People

## 発売形態
| 形態 | 発売日         | 品番       | 発売元                    | 備考 |
| ---- | -------------- | ---------- | ------------------------- | --- |
| LP   | 1982年10月21日 | ETP-90196  | 東芝EMI                   | オリジナル発売日。                                                                                                  |
| CT   | 1982年10月21日 | ZH28-1249  | 東芝EMI                   | |
| CD   | 1990年12月19日 | TOCT-5945  | 東芝EMI                   | 【初CD化】 【CD BOX】10枚組BOX SET『浅川マキの世界 CD10枚組BOX 自選作品集』のDisc.05として。単独発売なし。          |
| CD   | 2010年05月21日 | TOCT-11255 | EMIミュージック・ジャパン | 【CD BOX再発】10枚組BOX SET『浅川マキの世界 CD10枚組BOX 自選作品集』（復刻限定生産）のDisc.05として。単独発売なし。 |
| CD   | 2011年06月15日 | TOCT-27074 | EMIミュージック・ジャパン | 【CD再発】※完全限定生産盤 2011年デジタルリマスタリング/紙ジャケット仕様。                                           |